# 시르투인
시르투인(Sirtuin, NAD(+)-dependent deacetylase)는 mono-ADP리보실전달효소나, 탈숙시닐효소, 탈말로닐효소, 탈미리스토일효소, 탈팔미토일효소 작용을 포함한 탈아세틸화 효소를 가진 단백질의 한 종류이다. 시르투인은 박테리아, 고균 및 진핵생물의 생물학적 경로를 조절한다. Sir2이라는 이름은 효모 유전자 'silent mating-type information regulation 2'에서 유래되었으며, 이 유전자는 효모의 세포 조절과 관련하여 중요하다.
시르투인은 노화, 전사, 세포자살, 염증반응, 그리고 스트레스 저항성뿐만 아니라 에너지 효율성 및 칼로리가 낮은 상황에서의 민감성 과 같이 다양한 범위의 세포 프로세스에 영향을 준다. 또한 시르투인은 생체 시계와 미토콘드리아의 생체내 합성을 조절할 수 있다.

## 종 분포
박테리아와 고균이 하나 또는 두 개의 시르투인을 암호화하는 반면, 진핵생물은 여러개의 시르투인을 유전자에 암호화 한다. 효모, 회충, 그리고 과일 파리의 경우, sir2은 시르투인 형 단백질을 가리킨다. 이러한 연구는 1991년  MIT의 Leonard Guarente에 의해 시작되었다.  포유류는 일곱개의 시르투인 (SIRT1-7)을 가지고 있는데, 이 시르투인들은 핵(SIRT1,-2,-6,-7), 세포질(SIRT1 및 SIRT2), 미토콘드리아(SIRT3,-4,-5)와 같은 세포 하위 구획을 차지한다.

## 시르투인7
NAD+에 의해 조절되는 NAD디펜던트디아세틸레이스(NAD-dependent deacetylase)효소의 패밀리로 알려진 시르투인7(SIRT7)은 이제까지 발견된 여러 시르투인 Sirtuin 1~Sirtuin 7중 하나이다.

## 같이 보기
- 노화
- Sir2
- 레스베라트롤
- 생물학적 불멸성
- 칼로리 제한
- 트리코스타틴 A
- 히스톤 탈아세틸화 효소 또는 HDAC
- 서트푸드 다이어트(Sirtfood Diet)